# Trockhausen

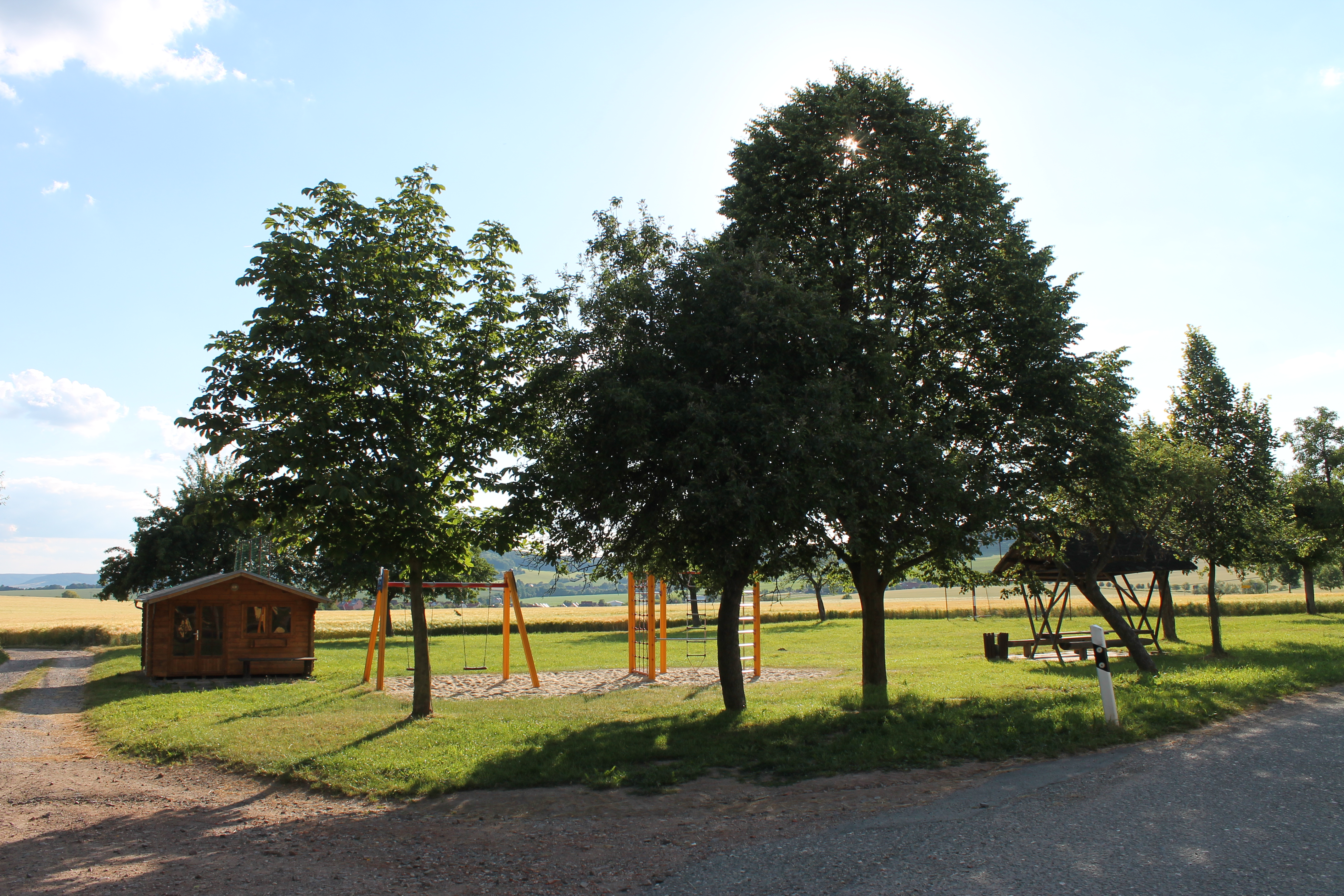
Spielplatz

Trockhausen ist ein Ortsteil von Schlöben im Saale-Holzland-Kreis in Thüringen.

## Geografie
Trockhausen liegt südlich der Landesstraße 1075 von Jena nach Schöngleina und Bürgel und gegenüber von Mennewitz. Südlich des Ortes verläuft das Tal mit dem Grünzigbach gen Podelsatz.

## Geschichte
Urkundlich wurde der Ort am 30. August 1327 erstmals erwähnt.
1998 bewohnten 73 Personen den Ort. Früher gehörte der landwirtschaftlich geprägte Ort zu Mennewitz. Die Dörfer bearbeiten aber nun gemeinsam mit Schlöben ihre Felder und betreuen die Tiere. Das Dörfchen besitzt keine Kirche.